# 코프먼 스타디움
코프먼 스타디움(Kauffman Stadium)은 미국 미주리주 캔자스시티에 위치한 캔자스시티 로열스이 1973년 개장한 이후 지금까지 사용하고 있는 야구장이다.
| 메이저 리그 베이스볼 올스타전 개최 경기장 |                        |                      |
| 1972년                                    | 1973년 로열스 스타디움 | 1974년               |
| 애틀랜타-풀턴 카운티 스타디움             | 1973년 로열스 스타디움 | 스리 리버스 스타디움 |
|                                           |                        |                      |
|                                           |                        |                      |

| 메이저 리그 베이스볼 올스타전 개최 경기장 |                        |           |
| 2011년                                    | 2012년 코프먼 스타디움 | 2013년    |
| 체이스 필드                               | 2012년 코프먼 스타디움 | 시티 필드 |
|                                           |                        |           |
|                                           |                        |           |